# Aghabala Abdullayev
Aghabala Abdullayev (en azerí: Ağabala Abdullayev; Qubadlı, 1872-Füzuli, 10 de octubre de 1976) fue un cantante de mugam de Azerbaiyán.

## Biografía
Aghabala Abdullayev nació en 1872 en Qubadlı. A los 12 años ingresó en la escuela rural. Él aprendió los secretos de mugam de Seyid Shushinski. En 1933-1937 interpretó en las óperas “Leyli y Medzhnun”, “Asli y Karam”, “Ashig Garib”, “Arshin mal alan”. En 1953 dio un concierto en la Filarmónica Estatal de Azerbaiyán. Aghabala Abdullayev murió el 10 de octubre de 1976 en Füzuli.